# Pachycnema moerens
Pachycnema moerens är en skalbaggsart som beskrevs av Louis Albert Péringuey 1902. Pachycnema moerens ingår i släktet Pachycnema och familjen Melolonthidae. Inga underarter finns listade i Catalogue of Life.